# Rennaz
Rennaz ist eine politische Gemeinde im Distrikt Aigle des Kantons Waadt in der Schweiz.

## Geographie
Rennaz liegt auf 377 m ü. M., 8 km nordnordwestlich des Bezirkshauptortes Aigle (Luftlinie). Das Dorf erstreckt sich in der weiten Talebene östlich der Rhone, nahe dem Ufer des Genfersees, am Westfuss des Mont d'Arvel der Waadtländer Voralpen.
Die Fläche des 2,2 km² grossen Gemeindegebiets umfasst einen Abschnitt des Rhônetals. Der Gemeindeboden erstreckt sich ausschliesslich im flachen Teil der Rhôneebene und reicht im Osten bis zur Bahnlinie, im Nordosten bis an den kanalisierten Lauf des Baches Eau Froide. Der höchste Punkt von Rennaz wird mit 380 m ü. M. in der Ebene erreicht. Von der Gemeindefläche entfielen 1997 26 % auf Siedlungen, 1 % auf Wald und Gehölze, 71 % auf Landwirtschaft und etwas weniger als 2 % war unproduktives Land.
Zu Rennaz gehören einige Einzelhöfe in der Rhôneebene. Nachbargemeinden von Rennaz sind Villeneuve, Noville und Roche.

## Bevölkerung
Mit 931 Einwohnern (Stand 31. Dezember 2023) gehört Rennaz zu den kleineren Gemeinden des Kantons Waadt. Von den Bewohnern sind 87,1 % französischsprachig, 3,7 % deutschsprachig und 3,5 % italienischsprachig (Stand 2000). Die Bevölkerungszahl von Rennaz belief sich 1900 auf 167 Einwohner. Im Verlaufe des 20. Jahrhunderts blieb die Einwohnerzahl ziemlich konstant. Erst seit 1980 (222 Einwohner) wurde ein rasches Bevölkerungswachstum verbunden mit fast einer Verdreifachung der Einwohnerzahl innerhalb von 20 Jahren verzeichnet.

## Wirtschaft
Rennaz war bis in die zweite Hälfte des 20. Jahrhunderts ein vorwiegend durch die Landwirtschaft geprägtes Dorf. Noch heute haben der Ackerbau und der Obstbau in der Rhôneebene einen gewissen Stellenwert in der Erwerbsstruktur der Bevölkerung. Weitere Arbeitsplätze sind im lokalen Kleingewerbe und im Dienstleistungssektor vorhanden. Nördlich des Ortes in Autobahnnähe entstand in den letzten Jahren eine Gewerbezone. In den letzten Jahrzehnten hat sich das Dorf zu einer Wohngemeinde entwickelt. Zahlreiche Erwerbstätige sind Wegpendler, die hauptsächlich in der Region Vevey-Montreux arbeiten.
In Rennaz befindet sich das im Jahr 2019 eröffnete Regionalspital Hôpital Riviera-Chablais.

## Verkehr
Die Gemeinde ist verkehrstechnisch sehr gut erschlossen. Sie lag an der Hauptstrasse 9, die von Lausanne via Montreux ins Wallis führt. Mit dem Bau der 1970 eröffneten Autobahn A9 (Lausanne-Sion) wurde einerseits eine lokale Ortsumfahrung erstellt, andererseits der ehemalige Flugplatz von Rennaz aufgehoben. Der nächste Anschluss an die A9 ist nur 1 km vom Ortskern entfernt. Durch einen Postautokurs, der von Villeneuve nach Vouvry verkehrt, ist Rennaz an das Netz des öffentlichen Verkehrs angeschlossen.

## Geschichte
Die erste urkundliche Erwähnung des Ortes erfolgte 1255 unter dem Namen Raina. Später erschienen die Bezeichnungen Reyna (1272), Renna (1276), Reynaz (1420) und Reyne (1542). Der Ortsname ist vermutlich vom altfranzösischen Wort raine (Frosch) abgeleitet.
Seit dem Mittelalter unterstand Rennaz den Grafen von Savoyen. Mit der Eroberung der Herrschaft Aigle durch Bern im Jahr 1476 gelangte das Dorf unter die Verwaltung des Gouvernements Aigle. Nach dem Zusammenbruch des Ancien Régime gehörte Rennaz von 1798 bis 1803 während der Helvetik zum Kanton Léman, der anschliessend mit der Inkraftsetzung der Mediationsverfassung im Kanton Waadt aufging. 1798 wurde es dem Bezirk Aigle zugeteilt. Erst 1834 wurde Rennaz nach der Abtrennung von Noville eine selbständige politische Gemeinde.

## Wappen
Beschreibung: In Schwarz und Gold geteilt mit einem aufrechten roten gezungten Fuchs.

## Sehenswürdigkeiten
Am südlichen Dorfausgang steht das Schloss Grand-Clos, das in seinen Ursprüngen bis ins Mittelalter zurückgeht und während der Berner Herrschaft Sitz eines Gouverneurs war. Von 1760 bis 1763 wurde das Grand-Clos als Lustschloss vollständig neu erbaut. An das rechteckige Hauptgebäude sind das Gesindehaus und die Wirtschaftsgebäude derart angebaut, dass ein schöner Ehrenhof entstand.